# Шум и ярость
«Шум и я́рость», или «Звук и я́рость» (англ. The Sound and the Fury) — роман американского писателя Уильяма Фолкнера, опубликованный в 1929 году. «Шум и ярость», четвёртый роман Фолкнера, долгое время не имел коммерческой популярности. Он стал известен два года спустя, на волне успеха романа «Святилище» (1931). В романе используется несколько стилей повествования, в том числе техника потока сознания, введённая такими европейскими писателями XX века, как Джеймс Джойс и Вирджиния Вулф.

## Сюжет
Действие «Шума и ярости» происходит в Джефферсоне (Миссисипи). Основная сюжетная линия повествует о распаде и угасании одного из аристократических семейств американского Юга — Компсонов. В течение примерно 30 лет, описанных в романе, семья сталкивается с финансовым крахом, теряет религиозную веру и уважение в городке Джефферсоне, а многие члены семейства трагически заканчивают свою жизнь.
Четыре части романа связаны множеством одинаковых эпизодов, показывая их с различных точек зрения и, следовательно, ставя акценты на различных темах и событиях. Это переплетение и нелинейность структуры затрудняют создание достоверного краткого изложения. Также в этом романе Фолкнер использует курсив, для того чтобы указать на переход к воспоминаниям из прошлого и обратно. Первоначально Фолкнер планировал использовать для этой цели типографскую краску разных цветов. Однако изменение времени повествования не всегда отмечается курсивом, а когда отмечается, то курсивом выделены лишь первые абзацы после перехода во времени. Таким образом, эти переходы зачастую бывают резкими и запутывающими, а потому роман требует особенно внимательного чтения.
Первая часть романа (7 апреля 1928 г.) написана от лица Бенджамина «Бенджи» Компсона, умственно неполноценного 33-летнего мужчины. Подробности его болезни неясны, но по некоторым признакам, он, возможно, страдает от олигофрении. Часть Бенджи характеризуется непоследовательностью и частыми хронологическими скачками. Вторая часть (2 июня 1910 г.) посвящена Квентину Компсону, старшему брату Бенджи, и событиям, предшествовавшим его самоубийству. Третья часть (6 апреля 1928 г.) рассказывается от лица Джейсона, младшего циничного брата Квентина. В четвёртой части (8 апреля 1928 г.) Фолкнер вводит более объективного автора-наблюдателя и посвящает её Дилси, одной из чернокожих служанок Компсонов, но в ней упоминаются мысли и поступки всех членов семьи.
В 1945 году Фолкнер написал «Приложение» к последующим изданиям «Шума и ярости» — 30-страничную хронику семейства Компсонов с 1699 по 1945 гг., которая вряд ли может считаться частью романа или комментарием к нему, так как вполне самостоятельна.

### Часть 1: 7 апреля 1928 г.
Первая часть романа повествуется от лица Бенджамина «Бенджи» Компсона, являющегося позором для семейства из-за психического заболевания. Единственными персонажами, проявляющими искреннюю заботу о нём, являются его старшая сестра Кэдди и матриархальная служанка Дилси. Его изложение нелинейно и охватывает временной промежуток 1898—1928 годов. Рассказ Бенджи компилирует события из разных времён и высказывается сплошным потоком сознания. Нелинейность этой части требует особенного напряжения читателя, тем не менее, такой стиль изложения позволяет получить непредубеждённое понимание действий многих персонажей. Кроме того, в разном возрасте за Бенджи присматривали разные «няньки», что помогает точнее ориентироваться в его повествовании: Ластер связан с настоящим временем, Ти-Пи с подростковым периодом, а Верш — с детством.
В этой части мы видим три страсти Бенджи: огонь, гольф-клуб и его сестру Кэдди. В 1910 году Кэдди покинула дом Компсонов, после того как её муж развёлся с ней, узнав, что Кэдди родила не от него, а семья продала любимое пастбище Бенджи местному гольф-клубу, для того чтобы оплатить обучение в Гарварде Квентину. В начальной сцене Бенджи, сопровождаемый негром Ластером, наблюдает за игроками в гольф, ожидая, что они будут выкрикивать «кэдди!», что созвучно имени его любимой сестры. Когда один из игроков зовёт своего кэдди, мысли Бенджи заполняются ураганным потоком воспоминаний о сестре, сосредоточиваясь на критически важном моменте жизни. В 1898 году, когда их бабушка умерла, четверо детей Компсонов были вынуждены играть во дворе перед похоронами. Для того, чтобы увидеть происходящее в доме, Кэдди забралась на дерево и смотрела в окно. Её братья Квентин, Джейсон и Бенджи следили за ней снизу и заметили что её нижнее бельё испачкано. То, как каждый из них воспринял это, подсказывает читателю, какой станет жизнь каждого из мальчиков: Джейсон испытал отвращение, Квентин ужаснулся, Бенджи, кажется, имевший шестое чувство, издал стон (он не мог говорить, используя слова), словно ощутив символичность грязи на белье Кэдди, намекающую на её дальнейшую сексуальную распущенность. В тот период дети были в возрасте 9 (Квентин), 7 (Кэдди), 5 (Джейсон) и 3 (Бенджи) лет. Другими важными воспоминаниями этой части были: смена имени Бенджи (ранее его звали Мори, в честь дяди) в 1900 г., после обнаружения его неполноценности, свадьба и развод Кэдди (1910 г.) и кастрация Бенджи, совершённая после того, как он набросился на девочку, на что автор ссылается в двух словах, отметив что Бенджи выходил за ворота, оставшись без присмотра.
У читателей часто возникают проблемы с пониманием этой части романа из-за импрессионистского стиля рассказа, вызванного умственной отсталостью Бенджи, и из-за частых временных скачков.

### Часть 2: 2 июня 1910 г.
Квентин, наиболее благоразумный и страдающий ребёнок семейства Компсонов, является лучшим примером повествовательной техники Фолкнера в романе. Мы видим его начинающим студентом Гарварда, блуждающим по улицам Кеймбриджа, раздумывая о смерти и вспоминая отчуждение от семьи сестры Кэдди. Как и в первой части, повествование ведётся нелинейно, хотя разделение на две истории: про жизнь Квентина в Кеймбридже и его воспоминания — вполне очевидно.
Наиболее навязчивые мысли Квентина связаны с девственностью и порядочностью Кэдди. Он разделяет южные идеалы галантности и старается заступаться за женщин, в особенности за свою сестру. Когда Кэдди начинает увлекаться беспорядочными половыми связями, Квентин приходит в ужас. Квентин обращается за помощью и советом к отцу, но тот отвечает, что девственность — это навязчивая выдумка общества и не имеет особого значения. Также он говорит Квентину, что время все вылечит. Квентин тратит много времени на то, чтобы убедить отца в его неправоте, но безрезультатно. Незадолго до того, как Квентин отправляется в Гарвард, осенью 1909 г., Кэдди беременеет от Долтона Эймса, конфликтующего с Квентином. После двух драк, которые Квентин с позором проигрывает, Кэдди обещает брату, ради его пользы, больше не общаться с Долтоном. Пытаясь взять на себя часть вины за внебрачного ребёнка, Квентин сообщает отцу, что сестра забеременела от него, но отец понимает, что тот врёт: «Он: И ты склонял её к этому Я: Нет я боялся Я боялся она согласится и тогда б оно не помогло». Идея Квентина о кровосмешении навеяна тем, что «если бы нам совершить что-то настолько ужасное, чтобы все убежали из ада и остались одни мы», то он мог защитить свою сестру, разделив с ней наказание, которое она должна была бы понести. Квентин считает, что должен взять на себя ответственность за грехи Кэдди.
Беременная и одинокая Кэдди выходит замуж за Герберта Хеда, которого Квентин находит неприятным, но Кэдди решительна: она должна выйти замуж до рождения ребёнка. Но в итоге Герберт узнаёт, что ребёнок не его, и оставляет мать с дочерью в позоре. Блуждания Квентина по Гарварду полны горя по потере Кэдди. Случайно он встречается с маленькой итальянской девочкой, которая не говорит по-английски. Он часто называет её сестрёнкой и тратит много времени на то, чтобы завязать общение и отвести её домой, впрочем, безрезультатно. Он с грустью размышляет о падении и нищете Юга после Гражданской войны. Из-за того что он больше не может существовать в безнравственном мире, который его окружает, Квентин топится в реке.
Читатели, называющие часть Бенджи сложной для восприятия, говорят о части Квентина как о совершенно непонятной. Не только хронология событий постоянно и неожиданно меняется, но и зачастую (особенно в конце) Фолкнер полностью игнорирует любое подобие грамматики, орфографии и пунктуации и использует хаотичные наборы слов и предложений без указаний на то, где заканчивается одно и начинается другое. Этот беспорядок должен подчеркнуть депрессию Квентина и ухудшающееся состояние его разума, что делает Квентина ещё более ненадёжным рассказчиком, чем его брат Бенджи.

### Часть 3: 6 апреля 1928 г.
Третья часть рассказывается от имени Джейсона, третьего и любимого сына Кэролайн Компсон. События происходят на день раньше части Бенджамина, в Страстную пятницу. Из трёх частей, рассказанных братьями, часть Джейсона наиболее прямолинейна и отражает его бесхитростное желание добиться материального благополучия. С 1928 г., после смерти отца, Джейсон становится финансовой опорой семьи. Он содержит свою мать, Бенджи, Квентину (дочь Кэдди), а также всю прислугу. Его роль делает его резким и циничным, с небольшой примесью яркой эмоциональности, свойственной его брату и сестре. Он довольно далеко заходит в шантаже Кэдди, а также, являясь единственным опекуном её дочери Квентины, забирает у той все деньги, присылаемые матерью.
Это первая часть романа, рассказанная линейным образом. Джейсон решает пропустить работу ради поисков Квентины, которая снова убежала. Здесь наблюдается конфликт между двумя преобладающими чертами семьи Компсонов, которые мать семейства, Кэролайн, приписывает к различиям своей крови и крови её мужа: с одной стороны безрассудство и страсть Квентины, унаследованные от деда, и безжалостный цинизм Джейсона, унаследованный с её стороны. Эта часть книги также даёт ясное представление о внутреннем укладе жизни семейства Компсонов, которая для Джейсона и прислуги состоит в уходе за Бенджи и страдающей ипохондрией Кэролайн.

### Часть 4: 8 апреля 1928 г.
Восьмое апреля — пасхальное воскресенье. Это единственная часть романа, рассказанная не от первого лица. Она сфокусирована на Дилси — полноправной главе чернокожего семейства прислуги, являющегося ярким контрастом к угасающей семье Компсонов.
В это воскресенье Дилси ведёт своё семейство и Бенджи в церковь для «цветных». Через неё мы ощущаем последствия упадка и развращённости, в которых семейство Компсонов жило десятилетиями. Хозяева оскорбляют Дилси и плохо обращаются с ней, но, несмотря на это, она остаётся преданной им. С помощью своего внука Ластера она заботится о Бенджи, берёт его в церковь, тем самым пытаясь спасти его душу. Проповедь заставляет её плакать о семействе Компсонов, упадок которого она лицезреет.
Тем временем напряжение между Джейсоном и Квентиной достигает своего неизбежного заключения. Квентина ночью убегает из дома вместе с цирковым артистом, прихватив с собой из тайника Джейсона четыре тысячи долларов, присылавшиеся ей матерью, но не дошедшие до неё, и три тысячи долларов, заработанные братом. Джейсон заявляется в полицию и сообщает об ограблении, но шериф заявляет, что своим обращением он сам довёл Квентину до побега, а факт кражи бездоказателен, намекая, что и сам Джейсон присваивает деньги других членов семьи. Джейсон самостоятельно отправляется в соседний Моттсон, где теперь выступает цирк, но узнаёт от хозяина труппы, что беглецов-прелюбодеев изгнали из общества артистов, и теперь их месторасположение неизвестно.
После посещения церкви Дилси позволяет внуку Ластеру отвезти Бенджи на старой семейной лошади и ветхом шарабане (ещё один символ падения Компсонов) на кладбище. Ластер не заботится о том, что Бенджи настолько закоренел в своих привычках, что даже малейшее изменение рутины приводит его в ярость. На главной площади Ластер объезжает памятник павшим конфедератам не с той стороны, отчего Бенджи исторгает вопль, который смог остановить только оказавшийся рядом Джейсон, знающий привычки своего брата. Вскочив на подножку, он ударил Ластера и повернул шарабан в нужную сторону от памятника, после чего Бенджи замолчал. Ластер оглянулся назад, чтобы взглянуть на Бенджи, и увидел, как умиротворённо тот держит в руке свой сломанный цветок. Взгляд Бенджи был «опять пуст и синь и светел».

## Создание
Роман был закончен в октябре 1928 года в Нью-Йорке, попытка пристроить рукопись в издательство «Харкот, Брейс и Ко» закончилась неудачей. Во второй половине февраля 1929 года издательство Джонатана Кейпа и Харрисона Смита (который покинул «Харкот» и уговорил владельца компании передать ему роман, который тот в любом случае не планировал издавать), предоставило Фолкнеру договор на издание книги.
7 октября 1929 года книга была издана тиражом 1789 экземпляров (предыдущий роман Сарторис был издан тиражом 1998 штук, но продавался плохо), которого следующие 1,5 года было достаточно для удовлетворения спроса. Вышедший в феврале 1931 года роман «Святилище» за первый месяц смог разойтись 3519 книгами, что в 3 раза превышала общие продажи с момента выхода в свет «Шума и ярости» и «Когда я умирала».
В 1945 году литератор Малькольм Каули решил издать сборник избранных произведений Фолкнера, при переписке с которым было решено включить четвёртую часть "Шума и ярости". Однако Фолкнер предложил помочь читателю разобраться в происходящем, создав для него вступление на одну-две странички. В конечном счёте Каули получил рукопись на 20 с лишним страниц, озаглавленную "Дополнение. Компсоны: 1869 - 1945".  В тексте помимо хронологических данных приведены авторские комментарии писателя по ряду персонажей романа.

## Персонажи
См. также Семейство Компсон
- Джейсон Компсон III — отец семейства Компсонов, адвокат, учившийся в Университет Юга|Университете Юга: пессимист и алкоголик, чьи циничные взгляды мучают его сына Квентина. Также является рассказчиком нескольких глав в романе Авессалом, Авессалом!
- Кэролайн Баскомб Компсон — жена Джейсона Компсона III: эгоцентричная невротичка, никогда не проявлявшая привязанности ни к кому из своих детей, кроме Джейсона, которого, кажется, любит только потому, что он пошёл в её родню. В старости становится деспотичной ипохондричкой.
- Квентин Компсон III — старший ребёнок Компсонов: страстный и невротичный, совершает самоубийство как трагическое следствие разрушительного влияния пессимистической философии отца и неспособности справиться с сексуальной распущенностью сестры. Также является персонажем романа Авессалом, Авессалом! На мосту через реку Чарльз, где он совершает самоубийство в романе, установлена мемориальная доска в память о жизни и смерти персонажа.
- Кэндейс "Кэдди" Компсон — второй ребёнок Компсонов, волевая, но заботливая. Единственный настоящий опекун Бенджи и лучший друг Квентина. По словам Фолкнера, Кэдди является истинной героиней романа. Кэдди никогда не обретает собственного голоса; её характер раскрывается через эмоции братьев по отношению к ней.
- Джейсон Компсон IV — озлобленный, открыто расистский третий ребёнок, страдающий от денежных долгов и сексуальной неудовлетворённости. Работает в магазине сельскохозяйственных товаров, принадлежащем человеку по имени Эрл, и становится главой семьи в 1912 году. Годами присваивал алименты мисс Квентин. Для Фолкнера Джейсон олицетворял "абсолютное зло"[9].
- Бенджамин (по прозвищу Бенджи, при рождении Мори) Компсон — четвёртый ребёнок с умственной отсталостью, который является постоянным источником стыда и горя для своей семьи, особенно для матери, настоявшей на смене его имени на Бенджамин. Кэдди — единственный член семьи, проявляющий к нему искреннюю любовь. Ластер, хотя и неохотно, иногда проявляет заботу о нём, но обычно из чувства долга. У него почти животное "шестое чувство" в отношении людей, так как он смог определить по запаху, что Кэдди потеряла девственность. Прообразом характера Бенджи мог послужить очерк Фолкнера "Царство Божие", опубликованный в 1925 году в газете "Таймс-Пикаюн" Нового Орлеана.
- Дилси Гибсон — матриарх семьи слуг, включающей троих её детей — Верша, Фрони и Т.П. — и её внука Ластера (сына Фрони); они служат опекунами Бенджамина на протяжении всей его жизни. Свидетельница упадка семьи Компсонов.
- Мисс Квентин Компсон — дочь Кэдди, которую Компсоны берут к себе после того, как Герберт разводится с Кэдди. Она своенравна и распущена и в конце концов сбегает из дома. Читатели часто называют её "Квентин II" или "мисс Квентин" (в руском переводе Квентина), чтобы отличить от её дяди, в честь которого она была названа.

## Основные темы
Название романа и некоторые его символы-лейтмотивы (тень, свеча и др.) восходят к знаменитому солилоквию Макбета из одноимённой трагедии Шекспира:
Завтра, завтра и снова завтра —
Так мелкими шажками дни бредут,
Пока не протрубит последний звук времён.
А все наши вчера лишь освещают дуракам
Путь к пыльной смерти. Догорай, короткая свеча!
Жизнь — это тень ходячая, жалкий актёр,
Который только час паясничает на сцене,
Чтобы потом исчезнуть без следа; это рассказ,
Рассказанный кретином, полный шума и ярости,
Но ничего не значащий.(Акт V, сц. V)
Очевидна связь слов «рассказ, рассказанный кретином» с первой частью романа, рассказанной Бенджи. Эту идею также можно распространить и на Квентина с Джейсоном, через рассказы которых как бы показываются другие степени «кретинизма». Кроме того, в романе подробно излагается история упадка и угасания традиционной аристократической семьи южан, то есть «путь к пыльной смерти». Последняя строка, возможно, наиболее важна: в своей нобелевской речи Фолкнер сказал, что люди должны писать о вещах, которые идут от сердца, «универсальных истинах», а другие вещи (например, чистота нижнего белья, незаконнорождённость детей, материальное благополучие, цвет кожи, порядок объезда памятника конфедератам) ничего не значат.

## Награды и премии
- К тому времени, когда Фолкнер получил Нобелевскую премию (1949), роман уже приобрёл репутацию современной литературной классики.
- Роман был включён в список 100 лучших книг всех времён по версии Норвежского книжного клуба, который для составления списка провёл опрос 100 писателей по всему миру[10].
- Книга занимает 6-е место в списке 100 лучших романов XX века на английском языке по версии издательства Modern Library[11].
- Журнал «Тайм»: 100 лучших романов[уточнить].

## Переводы на русский
- 1973 — Осия Сорока (первое издание в журнале «Иностранная литература»);
- 2001 — Ирина Гурова (первое издание в «АСТ»).

## Экранизации
- В 1959 году вышел одноимённый фильм режиссёра Мартина Ритта с участием Юла Бриннера, Джоан Вудворд, Маргарет Лейтон, Стюарта Уитмана, Этель Уотерс, Джека Уордена, Альберта Деккера.
- В 2014 году вышла вторая экранизация романа, снятая актёром и режиссёром Джеймсом Франко. Премьера фильма состоялась во время показа внеконкурсной программы 71-го Венецианского кинофестиваля.